# Vittorio Nino Novarese
Vittorio Nino Novarese, né le 15 mai 1907 à Rome (Latium, Italie), mort le 17 octobre 1983 à Los Angeles (Californie, États-Unis), est un costumier, directeur artistique, écrivain, assistant-réalisateur et scénariste italien.

## Biographie
Au cinéma, Vittorio Nino Novarese débute comme costumier sur 1860 (1934) d'Alessandro Blasetti et comme scénariste sur Ettore Fieramosca (1938) du même Blasetti. En marge de ces deux activités principales, il est occasionnellement directeur artistique ou assistant-réalisateur, cumulant parfois plusieurs fonctions. Outre des films italiens (majoritaires), il contribue aussi à quelques films américains et britanniques, ou bien à des coproductions.
Parmi ses films les plus connus, mentionnons Échec à Borgia (1949 ; costumes) d'Henry King, Sous le signe de Rome (1958 ; costumes) de Guido Brignone, Cléopâtre (1963 ; costumes masculins) de Joseph L. Mankiewicz, ou encore Cromwell (1970 ; costumes) de Ken Hughes.
À la télévision, entre 1974 et 1981, Vittorio Nino Novarese est costumier sur trois feuilletons (dont Sandokan en 1976, où il est également directeur artistique) et deux téléfilms.
Cléopâtre et Cromwell lui permettent chacun de gagner l'Oscar de la meilleure création de costumes (s'y ajoutent trois autres nominations : voir détails ci-dessous). Le même Cromwell lui vaut aussi une nomination au British Academy Film Award des meilleurs costumes.
Comme écrivain, Vittorio Nino Novarese est notamment l'auteur du roman Furia, adapté au cinéma en 1957 sous le titre Car sauvage est le vent (réalisation de George Cukor).

## Filmographie partielle

### Au cinéma
Comme costumier seulement
- 1934 : 1860 d'Alessandro Blasetti
- 1940 : Incanto di mezzanotte de Mario Baffico
- 1945 : Les Ennuis de monsieur Travet (Le miserie del Signor Travet) de Mario Soldati
- 1947 : Le Passeur (Il passatore) de Duilio Coletti
- 1948 : Amours de clown (Pagliacci) de Mario Costa
- 1949 : Cagliostro (Black Magic) de Gregory Ratoff et Orson Welles
- 1949 : Échec à Borgia (Prince of Foxes) d'Henry King
- 1950 : Shadow of the Eagle de Sidney Salkow
- 1952 : L'Héritier de Zorro (Il sogno di Zorro) de Mario Soldati
- 1953 : The Story of William Tell de Jack Cardiff (court métrage)
- 1953 : Phryné, courtisane d'Orient (Frine, cortigiana d'Oriente) de Mario Bonnard
- 1954 : Une fille nommée Madeleine (Maddalena) d'Augusto Genina
- 1954 : Le Maître de Don Juan (Il maestro di Don Giovanni) de Milton Krims
- 1955 : La Belle des belles (La donna più bella del mondo) de Robert Z. Leonard
- 1958 : Sous le signe de Rome (Nel segno di Roma) de Guido Brignone
- 1960 : Les Dents du diable (The Savage Innocents) de Nicholas Ray
- 1960 : L'Histoire de Ruth (The Story of Ruth) d'Henry Koster
- 1961 : François d'Assise (Francis di Assisi) de Michael Curtiz
- 1963 : Cléopâtre (Cleopatra) de Joseph L. Mankiewicz (costumes masculins)
- 1965 : L'Extase et l'Agonie (The Agony and the Ecstasy) de Carol Reed
- 1965 : La Plus Grande Histoire jamais contée (The Greatest Story Ever Told) de George Stevens
- 1967 : Le Pirate du roi (The King's Pirate) de Don Weis
- 1970 : Cromwell de Ken Hughes
- 1974 : Le shérif est en prison (Blazing Saddles) de Mel Brooks
- 1975 : L'Homme terminal (The Terminal Man) de Mike Hodges

Comme scénariste seulement
- 1940 : Incanto di mezzanotte de Mario Baffico
- 1943 : Silenzio, si gira ! de Carlo Campogalliani
- 1945 : Sept femmes, sept destins (Nessuno torna indietro) d'Alessandro Blasetti
- 1945 : Maria-Christine (Canto, ma sottovoce...) de Guido Brignone
- 1945 : Deux Lettres anonymes (Due lettere anonime) de Mario Camerini
- 1947 : Il vento mi ha cantato una canzone de Camillo Mastrocinque
- 1947 : Furia de Goffredo Alessandrini
- 1947 : L'Enfer des amants (Il cavaliere del sogno) de Camillo Mastrocinque
- 1948 : Les Misérables (I miserabili) de Riccardo Freda
- 1948 : L'Homme au gant gris (L'uomo dal guanto grigio) de Camillo Mastrocinque
- 1950 : Miss Italie (Miss Italia) de Duilio Coletti
- 1950 : Dans les coulisses (Vita da cani) de Mario Monicelli et Steno
- 1950 : Fra Diavolo (Donne e briganti) de Mario Soldati
- 1952 : Le Roman de ma vie (Il romanzo della mia vita) de Lionello De Felice
- 1953 : L'Âge de l'amour (L'età dell'amore) de Lionello De Felice
- 1954 : Haine, Amour et Trahison (Tradita) de Mario Bonnard
- 1954 : La Maison du souvenir (Casa Ricordi) de Carmine Gallone
- 1954 : Orient-Express de Carlo Ludovico Bragaglia
- 1954 : L'amante di Paride de Marc Allégret et Edgar Georg Ulmer
- 1958 : Capitaine Fuoco (Capitan Fuoco) de Carlo Campogalliani

Comme costumier (+ autres postes)
- 1937 : I due barbieri de Duilio Coletti (+ directeur artistique)
- 1938 : Ettore Fieramosca d'Alessandro Blasetti (+ scénariste)
- 1940 : L'ultima nemica d'Umberto Barbaro (+ directeur artistique)
- 1941 : Le Chevalier noir (Marco Visconti) de Mario Bonnard (+ directeur artistique et scénariste)
- 1941 : Le roi s'amuse (Il re si diverte) de Mario Bonnard (+ directeur artistique)
- 1942 : Rossini de Mario Bonnard (+ assistant-réalisateur et scénariste)
- 1943 : Mater dolorosa de Giacomo Gentilomo (+ assistant-réalisateur et scénariste)
- 1948 : Le Chevalier mystérieux (Il cavaliere misterioso) de Riccardo Freda (+ directeur artistique)
- 1950 : Fra Diavolo (Donne i briganti) de Mario Soldati (+ scénariste)
- 1950 : Lo sparviero del Nilo de Giacomo Gentilomo (+ scénariste)
- 1951 : Messaline de Carmine Gallone (+ directeur artistique)
- 1952 : Le Chevalier sans loi ou Le Contrebandier gallant (Le avventure di Mandrin) de Mario Soldati (+ scénariste)
- 1952 : La Reine de Saba (La regina di Saba) de Pietro Francisci (+ scénariste)

Autres fonctions (non-costumier)
- 1942 : Avanti c'è posto... de Mario Bonnard (assistant-réalisateur)
- 1945 : Sept femmes, sept destins (Nessuno torna indietro) d'Alessandro Blasetti (assistant-réalisateur et scénariste)
- 1957 : Car sauvage est le vent (Wild is the Wind) de George Cukor (auteur du roman Furia adapté)
- 1960 : Spartacus de Stanley Kubrick (conseiller historique et technique)
- 1960 : Le Secret du chevalier d'Éon de Jacqueline Audry (adaptation)
- 1965 : Le Seigneur de la guerre (The War Lord) de Franklin J. Schaffner (conseiller technique)

### À la télévision
Comme costumier (+ autres postes le cas échéant)
- 1974 : La Jeunesse de Garibaldi (Il giovane Garibaldi), feuilleton de Franco Rossi
- 1976 : Sandokan, feuilleton de Sergio Sollima (+ directeur artistique)
- 1981 : Peter and Paul, téléfilm de Robert Day
- 1981 : Masada, feuilleton de Boris Sagal (+ conseiller technique)

## Distinctions

### Récompenses
- Oscar de la meilleure création de costumes :
  - En 1964, catégorie couleur, pour Cléopâtre (partagé avec Irene Sharaff et Renie Conley)[2] ;
  - Et en 1971, pour Cromwell.

### Nominations
- Oscar de la meilleure création de costumes :
  - En 1950, catégorie noir et blanc, pour Échec à Borgia[2] ;
  - Et en 1966, catégorie couleur, pour La Plus Grande Histoire jamais contée (partagée avec Marjorie Best) et pour L'Extase et l'Agonie[2].
- British Academy Film Award des meilleurs costumes :
  - En 1971, pour Cromwell.
- Emmy Award des meilleurs costumes (Creative Arts Emmy Awards) :
  - En 1981, pour le feuilleton Masada (4e partie) et pour le téléfilm Peter and Paul.